# Wynardtage
Wynardtage est un groupe allemand de musique industrielle. Formé en 2002 par Kayfabe (Kay A.), le groupe compte cinq albums studio sortis entre 2005 et 2010, essentiellement sur le label allemand Rupal Records.

## Histoire
Wynardtage est formé en 2002 par Kayfabe. Avant la création du projet, Kayfabe travaillait comme DJ. Le titre Sterbehilfe de la deuxième partie du sampler Lost in Darkness connait un grand succès dans la scène dark alternative et il en résulte le premier album Waste of Time, sorti en 2005. En 2004, Kayfabe et Pedro E. forment le projet Acylum. Après la sortie du deuxième album Mental Disorder en 2007, les musiciens se séparent, selon leurs propres termes, « d'un commun accord ». Il y a, pour finir, un EP strictement limité appelé Wynardtage Meets Acylum - Lords of Darkness. La même année, le deuxième album Evil Mind est publié par e-noxe / Equinoxe Records, avec lequel le projet atteint la cinquième place des charts alternatifs allemands. 
En collaboration avec May-Fly, l'EP The Face in the Mirror est publié en 2007. Dans le courant de l'année est sorti le troisième album Praise the Fallen qui, tout comme le deuxième, se classe dans le top 5 de la DAC. Le one man-band se transforme progressivement en un véritable groupe. Gubo, MfX et Mel Gúntzelsson, connus pour leur succès avec le groupe davaNtage, soutiennent Kayfabe et trois autres albums suivent : The Grey Line en 2008, Walk with the Shadows en 2009 et A Flicker of Hope en 2010. Avec la deuxième place, le projet Wynardtage fête en 2008 son plus haut classement DAC. 
Le 29 décembre 2010, Kayfabe révèle dans une interview que A Flicker of Hope serait sa dernière sortie. Peu avant, MfX avait été remplacé par Andy Haze. En 2012, le groupe annonce son retour et sort l'album Sleepless in Heaven en novembre. En peu de temps, l'album atteint la première place du DAC pendant 7 semaines au total. Après une pause d'un an, le LP Close II Death sort le 15 novembre 2013. Le LP atteint également la première place de la DAC. 

## Discographie

### Albums studio
- 2005 : Waste of Time
- 2006 : Evil Mind
- 2007 : Praise the Fallen
- 2008 : The Grey Line
- 2010 : A Flicker of Hope
- 2012 : Sleepless in Heaven

### Compilations
- 2008 : The Forgotten Sins (compilation 2002–2005)
- 2009 : Walk With The Shadows
- 2009 : The Forgotten Sins 2 (compilation 2002–2006)